# École Ulukhanli
 (juillet 2023).
École Ulukhanli, (en azéri:Uluxanlı məktəbi; créée en 1881 dans le village Ulukhanli du district Zangibasar) est l'une des premières écoles laïques de la province d'Erivan. 

## Émergence
Dans la collection " Calendrier Caucasian " (rus. Кавказский календарь)  pour 1892, il est rapporté que l'école Ulukhanly est l'une des premières écoles d'un nouveau type dans la province d'Erevan qui commence à fonctionner en 1881. Le premier directeur de cette école, située dans la maison d'Allahverdi Haji Hussein oglu, est l’éducateur Mukhin. 

## Informations
Dans le livre d'un critique littéraire Aziz Sharif  Emergence de Molla Nasreddin  et le livre Molla Nasreddin de Gulam Mammadli (qui est le fondateur des annales de la littérature azerbaïdjanaise et de la presse nationale du XXe siècle), il est mentionné que dans les années 1880 la première école laïque est ouverte dans le village d'Ulukhanli. L'éminent éducateur et écrivain Djalil Mammadguluzade commence sa carrière d'enseignant à l'école Ulukhanli.
En 2006, le recueil encyclopédique  Torche au royaume des ténèbres publié en 2006, est consacré à la célébration du 125e anniversaire de l'école Ulukhanli, le parcours de l'école, ses diplômés et le 140e anniversaire de la naissance du grand écrivain et dramaturge Djalil Mammadguluzade, qui y travaillait comme enseignant.
Le livre est écrit en collaboration avec Ismayil Abdulla oglu Ismayilov, l'un des anciens directeurs de l'école Ulukhanli, et Eldar Huseyn oglu Hasanov, décédé très jeune. La publication présente les biographies et les essais d'intellectuels célèbres qui ont des services inestimables dans la vie socio-politique et culturelle de l'Azerbaïdjan. 